# Sinn Sage

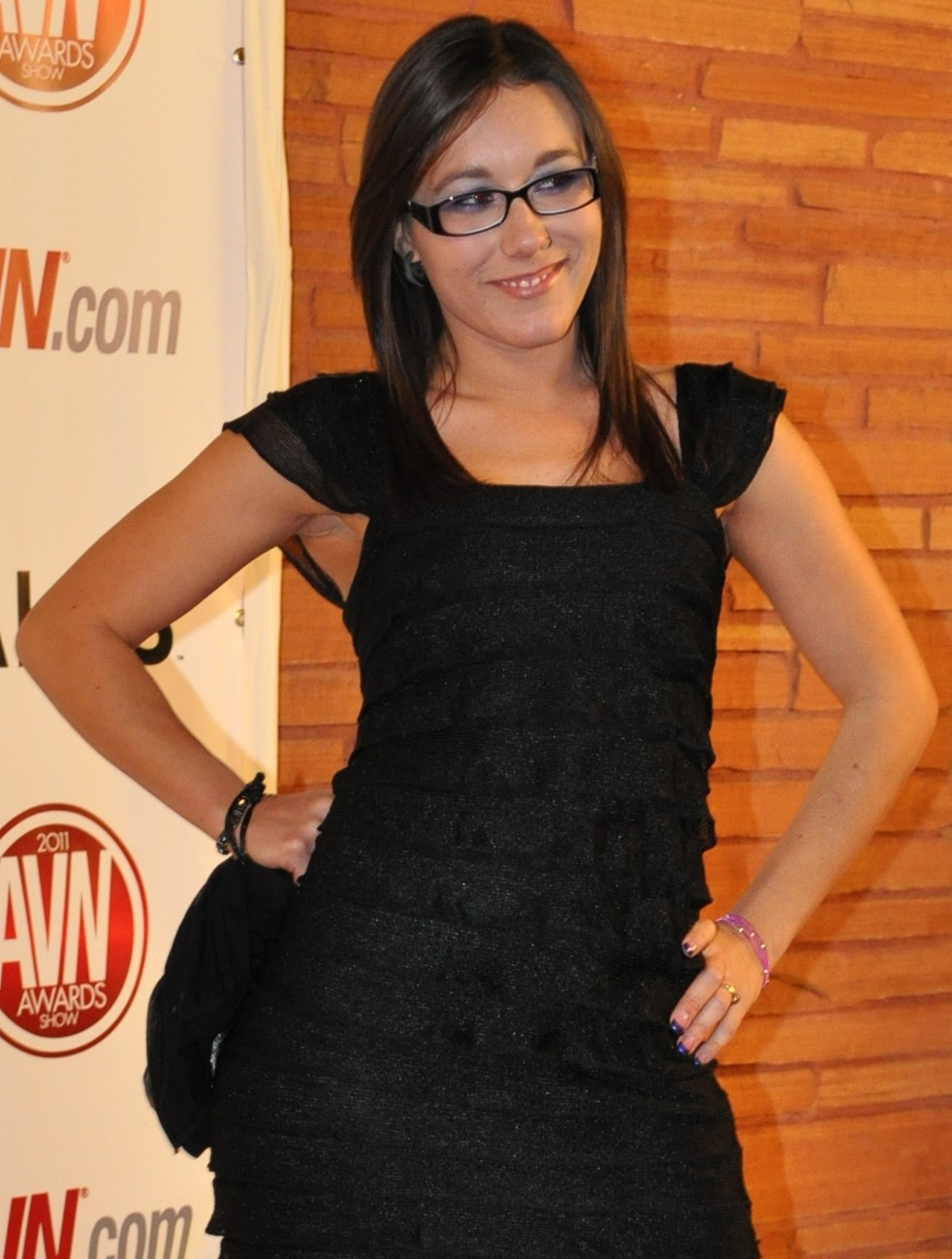
Sinn Sage bei den AVN Awards 2011

Sinn Sage (* 4. Oktober 1983 als Rachel Eleanor Henry in Arcata, Kalifornien) ist eine US-amerikanische Pornodarstellerin und Regisseurin. Sie hat sich auf die Darstellung lesbischer Sexualität spezialisiert.

## Leben
Sinn Sage ist seit 2002 als Pornodarstellerin und seit 2012 gelegentlich auch als Regisseurin tätig. Die Internet Adult Film Database (IAFD) listete im Dezember 2022 insgesamt 508 Filme, in denen sie als Darstellerin mitgewirkt hat.
Bei den AVN Awards 2013 wurde sie zusammen mit Dani Daniels in der Kategorie Best Girl/Girl Sex Scene für ihre Mitwirkung an dem Film Dani Daniels Dare ausgezeichnet. Bei den AVN Awards 2015 wurde sie als All-Girl Performer of the Year ausgezeichnet.

## Auszeichnungen
- 2013: AVN Award Best Girl/Girl Sex Scene (zusammen mit Dani Daniels)
- 2015: AVN Award als All-Girl Performer of the Year
- 2024: Aufnahme in die AVN Hall of Fame[3]

## Filmografie (Auswahl)
- 2005: Pussy Party 8
- 2007–2016: Women Seeking Women 33, 67, 93, 106, 121, 128
- 2008–2012: Belladonna: No Warning 4, 6, 7
- 2008: Evil Pink 4
- 2013: Dani Daniels Dare
- 2014: Yoga Girls 2
- 2019: Girls of Wrestling